# Gate (film)
Pour les articles homonymes, voir Gate.
Pour plus de détails, voir Fiche technique et Distribution.
Gate (게이트) est un film sud-coréen réalisé par Shin Jai-ho, sorti en 2018.

## Synopsis
Le film s'inspire du scandale Choi Soon-sil.

## Fiche technique
- Titre : Gate
- Titre original : 게이트
- Réalisation : Shin Jai-ho
- Scénario : Lee Hyun-chol et Song Chang-yong
- Musique : Im Chang-jung
- Photographie : Lee Sang-min
- Montage : Steve Choi
- Production : Oh Pil-jin
- Pays :  Corée du Sud
- Genre : Comédie
- Durée : 92 minutes
- Dates de sortie : 
  -  Corée du Sud : 28 février 2018

## Distribution
- Jung Ryeo-won : So-eun
- Im Chang-jung : Gyu-cheol
- Jung Sang-hoon : Min-wook
- Lee Geung-young : Jang-choon
- Lee Moon-sik : Cheol-soo
- Kim Do-hoon : Won-ho
- Sunwoo Eun-sook : Ok-ja
- Jung Kyung-soon : Ae-ri
- Kim Bo-min : Mi-ae
- Lim Chul-hyung : Eun-tak
- Ko Dong-ok : Kwang-ho
- Kim Hyo-min : Nam-ho
- Han Yi-jin : Dong-goo
- Yun Song-a : Kim Won-jang (caméo)
- Choi Yun-seul : l'annonceur (caméo)

## Accueil
Cha Chae-ra pour Maxmovie écrit sur Gate qu'il s'agit d'un « petit film léger et délicieux ».